# Vrbice (district de Litoměřice)
Pour les articles homonymes, voir Vrbice.
Vrbice (en allemand : Wrbitz ou Werbitz) est une commune du district de Litoměřice, dans la région d'Ústí nad Labem, en Tchéquie. Sa population s'élevait à 535 habitants en 2021.

## Géographie
Vrbice se trouve à 7 km au nord-nord-est de Roudnice nad Labem, à 13 km au sud-est de Litoměřice, à 26 km au sud-est d'Ústí nad Labem et à 47 km au nord-nord-ouest de Prague.
La commune est limitée au nord par Polepy et Vrutice, à l'est par Hoštka, au sud par Brzánky et Kyškovice et à l'ouest par Chodouny.

## Histoire
La première mention écrite du village date de 1319.

## Administration
La commune se compose de trois quartiers :
- Mastířovice
- Vetlá
- Vrbice

## Galerie

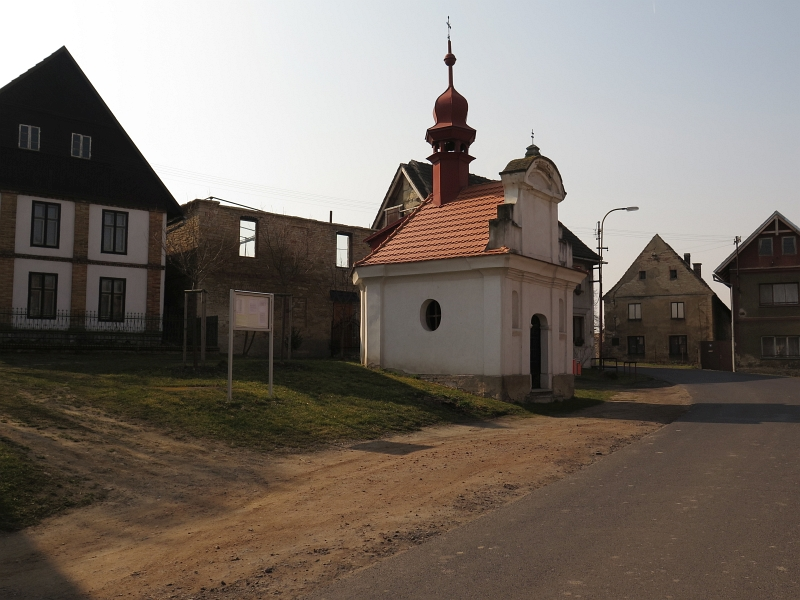
Chapelle à Mastířovice.
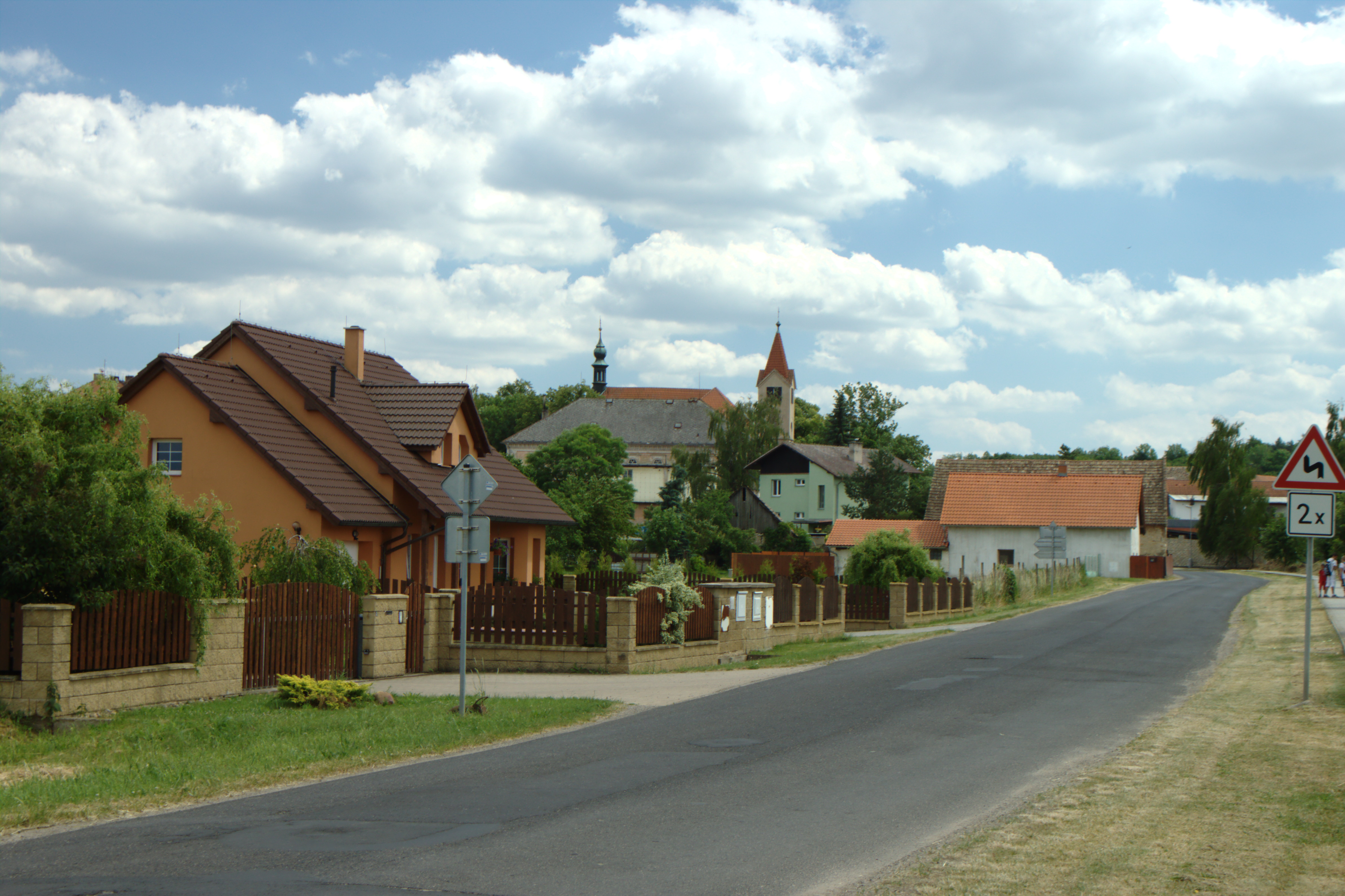
Vue de Vetlá.

## Transports
Par la route, Vrbice se trouve à 9 km de Roudnice nad Labem, à 15 km de Litoměřice, à 37 km d'Ústí nad Labem  et à 81 km de Prague.